# Berchères-sur-Vesgre
 Berchères-sur-Vesgre  es una población y comuna francesa, en la región de Centro, departamento de Eure y Loir, en el distrito de Dreux y cantón de Anet.

## Demografía
Evolución demográfica
| 361 | 428 | 485 | 648 | 684 | 712 | 828 |
| Para los censos de 1962 a 1999 la población legal corresponde a la población sin duplicidades (Fuente: INSEE [Consultar]) |     |     |     |     |     |     |